# Martín Velásquez (actor)
Martín Alonso Velásquez León (Lima, 26 de julio de 1990) es un actor, productor y director de teatro peruano, que obtuvo reconocimiento por haber interpretado a Hugo  «el Machete» Galindo en la telenovela peruana Mi amor, el wachimán. 

## Biografía
Nació el 26 de julio de 1990 en la capital peruana Lima, proveniente de una familia de clase media alta. Recibió clases de teatro de la mano de Alberto Ísola y realizó sus estudios superiores en el Instituto Peruano de Publicidad.[cita requerida]
Velásquez comienza su carrera artística a la edad de diecinueve años allá por 2009, participando en diferentes comerciales de televisión en su país. Gracias a ello, se le permitió incluirse al reparto de la telenovela Mi amor, el wachimán en 2012, asumiendo el antagónico reformado al interpretar al delincuente Hugo Galindo «el Machete», obtendriendo su paso al estrellato. Fruto de su popularidad de su personaje, protagoniza la comedia peruana 365 días en el año 2014 junto a la actriz Luciana Blomberg y Kani Hart, interpretando a Mateo. Fue protagonista de la obra de teatro Desnudos en la pensión en el papel de Espartaco al año siguiente y participó ocasionalmente en la teleserie Blindsport.[cita requerida]
El año 2016 protagonizó con Natalia Salas la comedia romántica musical Acepto de la obra Zapping: tres musicales en uno, donde interpretaría a Zeus, un chico que estaba por casarse con Liz.
Se incluye de la otra producción local El regreso de Lucas en 2017 como Patricio «Pato» Verona[cita requerida] y al año siguiente, volvió a trabajar con Alexander en la elaboración de la telenovela musical Ojitos hechiceros, donde encarna a Rolando Gavilán por dos temporadas consecutivas. Adicionalmente, protagoniza la película El plebeyo en el año 2018 como el fallecido compositor peruano Felipe Pinglo Alva, bajo la dirección de Catherine Pirotta y participó en la obra musical Sexo, sexo, sexo como el personaje de Sutano. Además, fue director del montaje teatral Hamelín.
Colaboró con Melissa Paredes, Nico Ponce y Cielo Torres para interpretar el tema musical «La talla» en el año 2019, teniendo una participación especial.
Tras haber concluido su presencia en producciones peruanas, Velásquez emprendió una carrera artística en los Estados Unidos. Previo a ello, asume el reparto principal de la obra La omisión de la familia Coleman para el Teatro La Plaza en 2023 y haría su debut como productor.
En ese mismo año, protagoniza la obra teatral Jauría compartiendo roles al lado de Sebastián Ramos y Andrea Luna. Tuvo una breve participación en la película Soltera, casada, viuda, divorciada como uno de los jugadores de billar.[cita requerida] Seguidamente, asume de nuevo el protagónico en la otra producción Con el corazón detrás junto a Valquiria Huerta. 

## Filmografía

### Televisión
| Año       | Título                 | Rol                              | Notas                        | Emisión            |
| --------- | ---------------------- | -------------------------------- | ---------------------------- | ------------------ |
| 2012-2014 | Mi amor, el wachimán   | Hugo Galindo Ríos / «El Machete» | Rol de antagonista reformado | América Televisión |
| 2013      | Avenida Perú           | Darío Escobar Parodi             | Rol principal                | ATV                |
| 2015      | Relatos para no dormir | Valentín                         | Rol principal                |                    |
| 2017-2018 | El regreso de Lucas    | Patricio «Pato» Verona           | Rol principal                | América Televisión |
| 2018-2019 | Ojitos hechiceros      | Rolando Gavilán Morales          | Rol principal                | América Televisión |
| 2019      | Blindsport             | Shady Man                        | Rol secundario               |                    |
| 2019      | En la piel de Alicia   | Alessandro Hipólito Pacheco      | Rol de antagonista reformado | América Televisióm |
| 2020      | La otra orilla         | Sergio Salazar                   | Rol protagónico              | América Televisióm |

### Cine
| Año  | Título                             | Rol                | Notas           |
| ---- | ---------------------------------- | ------------------ | --------------- |
| 2014 | 365 días                           | Mateo              | Rol protagónico |
| 2017 | Me haces bien                      |                    | Rol principal   |
| 2018 | El plebeyo                         | Felipe Pinglo Alva | Rol protagónico |
| 2019 | Bad Boy                            | Punk               | Rol principal   |
| 2023 | The Mistery of casa Matusita       |                    | Rol principal   |
| 2023 | Soltera, casada, viuda, divorciada | Jugador de billar  | Rol recurrente  |

## Teatro
- Desnudos en la pensión (2015) como Espartano (protagónico).[3]
- Zapping: tres musicales en uno (2016) como Zeus (protagónico).
- Hamelín (2016) como él mismo (director general).[10]
- El diario de Ana Frank (2018)[14]
- Sexo, sexo, sexo (2018) como Sutano (protagónico).[9]
- Ojitos hechiceros, el musical (2018-2019) como Rolando Gavilán Morales (rol principal).[cita requerida]
- La omisión de la familia Coleman (2023)[12]
- Jauría (2023) como Boza (protagónico).[13]
- Quilla la ardilla en la peña Pimpilla (2023) como Yuqui (rol principal).[15]
- Con el corazón detrás (2023)
- Cómo debo dejar de ser gay (2023)